# エチレン
エチレン（ethylene、IUPAC命名法では エテン (ethene) ）は、分子式 C2H4、構造式 CH2=CH2 で、二重結合で結ばれた炭素2個を持つ炭化水素。もっとも単純なアルケンである。二重結合エチレンはこの化合物に高度な反応性を持たせ、化学工業で使用されるエチレンの体積は他の有機化合物よりも大きい。

## 構造

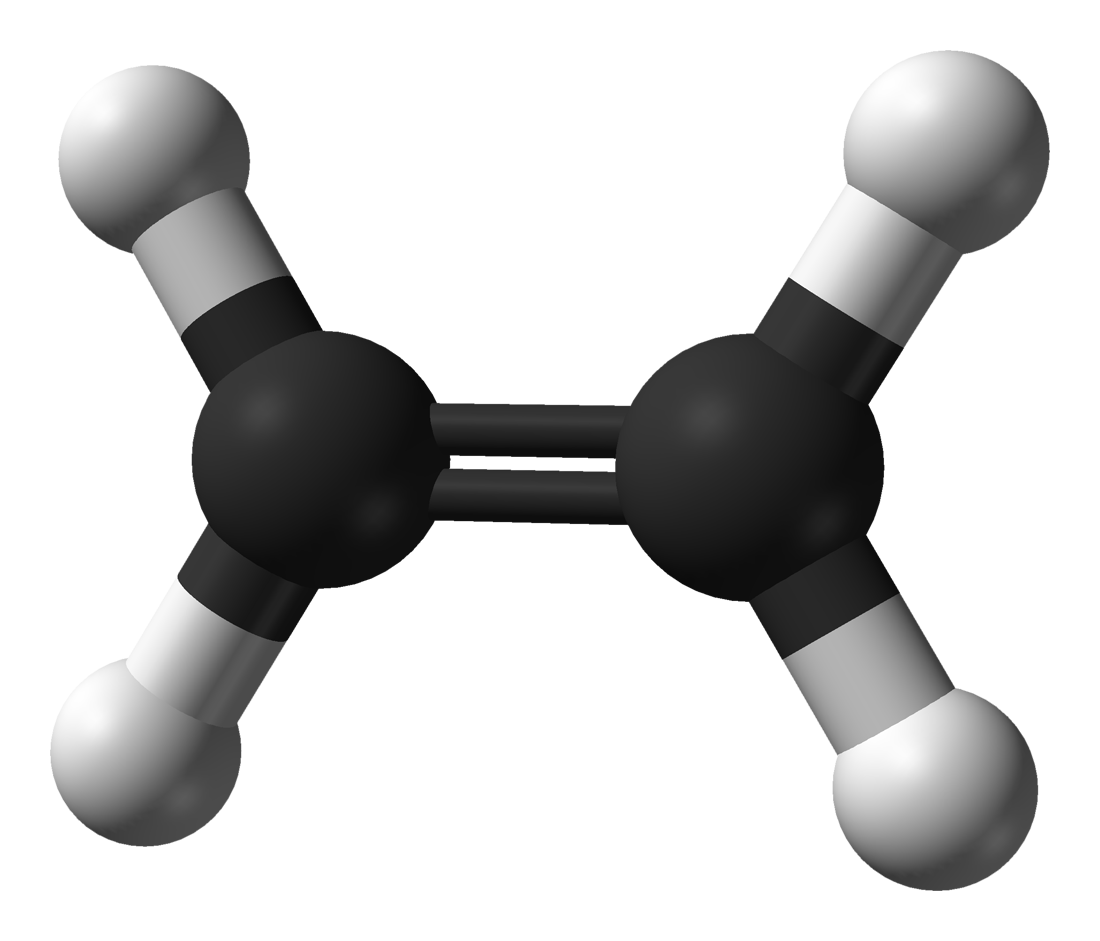
エチレンの分子モデル

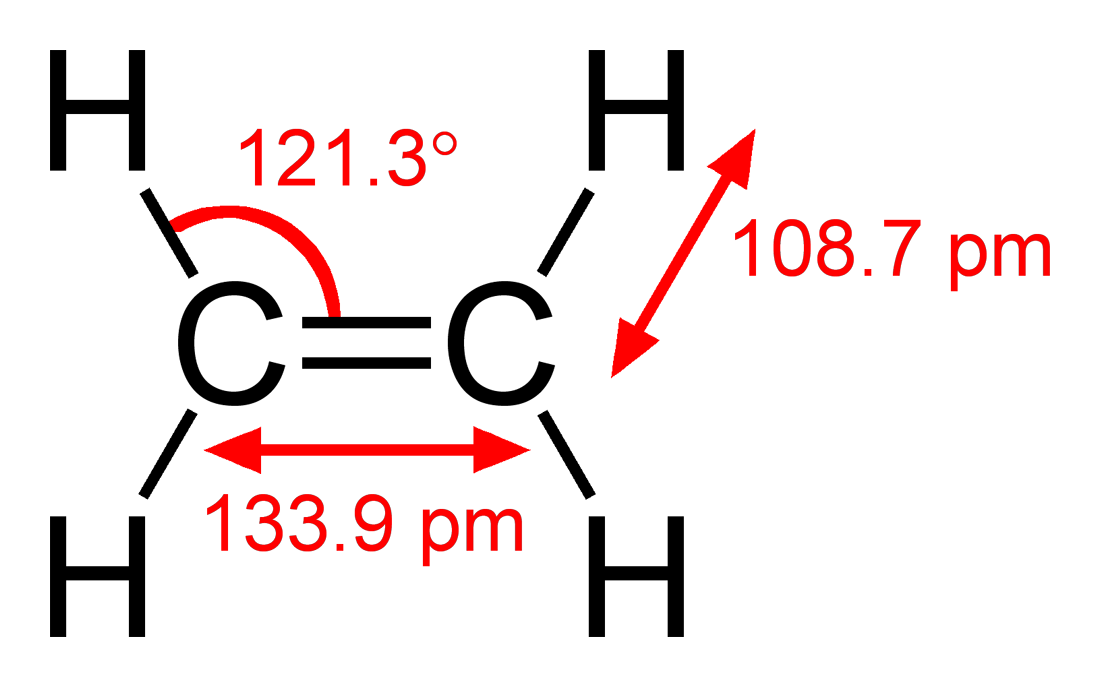
エチレンの構造

エチレンの炭素‐炭素間の二重結合はσ結合とπ結合からなる。sp2混成した電子が正面から結合し、σ結合を作る。また、混成していないp軌道の電子が側面から結合を作る事によって生じるのがπ結合である。σ結合は切れにくい強い結合であるのに対し、π結合は切れやすい結合である。エチレンは二重結合を持つので、エタンのように炭素鎖を回転をすることは出来ない。そのため、1,2-ジクロロエチレンなどのエチレン誘導体はシス-トランス異性体を生じうる。
エチレンは平面構造を取り、二つの炭素原子がsp2混成軌道を取るため、すべての結合角は約120ﾟである。

## 性質と反応
かすかに甘い臭気を有する無色の気体で、強力な酸化剤と反応しやすく、また引火しやすい。
チーグラー・ナッタ触媒で重合するとポリエチレンになる。反応性が高く、様々な化合物の原料として用いられている。例えばアセチレンはエチレンをハロゲンと反応させて1,2-ジハロエタンを作り、水酸化カリウムでハロエテン、水素化アルミニウムリチウムで還元して作られる。エタノールを 160–170 ℃ 程度で脱水して得ることも出来る（分子内脱水）。
ワッカー酸化により、アセトアルデヒドを生成する。

### 水和
水和反応によりエタノールが生成されるが、高温高圧環境が必要である。工業的な合成アルコール（エタノール）の生産方法のひとつである。
- 直接水和法

{\displaystyle {\ce {C2H4 + H2O -> C2H5OH}}}
- 間接水和法

{\displaystyle {\ce {C2H4 + H2SO4 -> C2H5OSO3H}}}
{\displaystyle {\ce {C2H5OSO3H + H2O -> C2H5OH + H2SO4}}}

## 工業的製法
工業的には、日本ではナフサを主とする炭化水素を水蒸気と混合して800－900℃程度の高温で熱分解し、生成物を蒸留分離してエチレンを生産する。この生産設備はエチレンプラントと呼ばれ、石油化学工場の中核設備である。
工業製品としてエチレンの2016年度日本国内生産量は 6,278,821 t、工業消費量は 1,344,762 t である。
一方中東、アメリカでは天然ガスに含まれるエタンを熱分解する方法が進んでいる。

## 工業用途
エチレンが石油化学コンビナートの生産力の指標にもなることからわかるように、エチレンは大多数の石油化学製品の原材料として重要である。
例として、塩化ビニル、アクリルニトリル、酢酸ビニルなどがエチレンを元に作られる。

## 植物におけるエチレン
植物においてはメチオニン→S-アデノシルメチオニン(SAM)→1-アミノシクロプロパン-1-カルボン酸(ACC)→エチレンという経路を通して合成される。この過程では、SAMからACCへの合成にACC合成酵素が、ACCからエチレンの合成にACC酸化酵素が関与する。
植物ホルモンの1つでもある。一般的には生長を阻害し、花芽形成も抑制する。例えば、ジャガイモの場合、エチレンにより萌芽が抑制される性質がある。一方、パイナップルなど一部の植物では、エチレンにより花芽形成が促進される場合もある。
水が過剰に与えられたとき、エチレンにより根の細胞の一部にアポトーシスが誘発され、シュノーケルと同様の機能を持つエアチューブが形成される。
また、エチレンは果実の「色づき」「軟化」といった成熟にも関与している。これはエチレンがセルラーゼに関与し、細胞壁組織の破壊が誘導されるためと考えられている。また、バナナなどのクライマクテリック型の果実では一般に成熟直後に生成量のピークを示し、それ以後は逓減する。リンゴはエチレンガスを発生させるので、バナナの傍で保管すると、バナナの成熟が早く進む。リンゴとジャガイモを一緒に保存するとエチレンによりジャガイモの発芽が抑制され、また、リンゴとホウレンソウを一緒に保存するとホウレンソウがエチレンにより黄変してしまうといった性質がある。
リンゴのほかメロン、セイヨウナシ、アボカドは特に多くエチレンを放出する。
さらに、エチレンは病原菌（カビや細菌など）の感染や組織が傷害を受けた時に生成され、これらに対する防御応答を誘導することが知られている。例えば、エチレンにより抗菌作用を持つタンパク質が誘導され、病原菌の感染が広がるのを防ぐといった防御機構が考えられている。また、エチレンは気体であるため、病害を受けた植物に隣接する他の植物に対しても作用し、防御応答を誘導すると考えられている。

## 国別の生産量
2008年における国別の生産量は以下の通りである。
| 順位 | 国             | 生産量 （万トン） | 全世界での割合 (%) |
| ---- | -------------- | ----------------- | ------------------ |
| 1    | アメリカ合衆国 | 2,355             | 21.3               |
| 2    | 中国           | 1,024             | 9.3                |
| 3    | 韓国           | 707               | 6.4                |
| 4    | 日本           | 688               | 6.2                |
| 5    | カナダ         | 428               | 3.9                |
| ‐    | 世界計         | 11,048            | 100.0              |

日本国内にはエチレン生産設備が12基ある（石油化学工業協会の資料から作製）。茨城県（三菱ケミカル）、千葉県（丸善石油化学、丸善石油化学と住友化学、三井化学、出光興産）、神奈川県（ENEOS（2基））、三重県（東ソー）、大阪府（三井化学）、岡山県（旭化成と三菱ケミカル）、大分県（レゾナック）、山口県（出光興産）。